# مول الطاكسي (مسلسل)
مول الطاكسي سلسلة مغربية كوميدية تحكي حكاية مول الطاكسي الذي هو عبد الخالق فاهيد وأيضا عبد لله فركوس عرضت في رمضان لسنة 2006 .